# Lyngen (półwysep)
Półwysep Lyngen (norw. Lyngen lub Lyngenhalvøya) – półwysep w Norwegii na terenie gminy Lyngen w okręgu Troms. 
Leży pomiędzy dwoma fiordami Ullsfjorden (od zachodu) i Lyngenfjord (od wschodu). Z lądem łączy się poprzez niespełna dwukilometrowy Przesmyk Lyngeński, jaki pozostał w miejscu, w którym Kjosen, odnoga Ullsfjorden zbliża się do Lyngenfjordu. Długość półwyspu wynosi ok. 43 km, jego szerokość ok. 16 km. Od północy w półwysep wdzierają się dwa małe fiordy Nordlenangen i Sørlenangen, których długość wynosi po ok. 10 km. W jego zachodniej części w przybliżeniu na poziomie morza leży też spore jezioro Jægervatnet (ponad 5 km długości, a w najszerszym miejscu ponad 2 km szerokości). 
Półwysep zdominowany jest przez skaliste, urwiste Alpy Lyngeńskie, które ciągną się jeszcze dalej na południe. 
Na samym półwyspie znajdują się tylko niewielkie wioski – głównie na zachodnim brzegu, a na wschodnim jedynie na krótkim południowym odcinku – za to na Przesmyku Lyngeńskim usytuowana jest największa miejscowość regionu Lyngenfjord Lyngseidet.
Południowym skrajem Lyngen nad północnym brzegiem Kjosen przebiega droga krajowa nr 91, która wraz z połączeniami promowymi z Breivikeidet do Svensby przez Ullsfjorden (30 min.) i z Lyngseidet do Olderdalen (35 min.) przez Lyngenfjord stanowi alternatywną trasę z Tromsø na północny wschód.